# Homosexualität in den Vereinigten Arabischen Emiraten
Homosexualität ist in den Vereinigten Arabischen Emiraten (VAE) illegal und wird mit mindestens sechs Monaten Gefängnis bestraft (Artikel 409 des VAE-Strafgesetzes). Die Strafverfolgung wird nur auf Antrag des Ehemanns oder des rechtlichen Betreuers aufgenommen. Vor den weitreichenden Anpassungen am Strafgesetz im Jahr 2021 standen homosexuelle Handlungen zwischen Männern als Sodomie de jure unter der Todesstrafe. Dennoch waren auch vor der Gesetzesänderung keine Fälle bekannt, in denen die Todesstrafe oder eine lebenslange Freiheitsstrafe für solche Vergehen tatsächlich verhängt wurde.
Vor den Änderungen am Strafgesetz war rechtlich nicht klar, ob Vergewaltigungsopfer ausgenommen sind. In der Vergangenheit wurden daher auch Opfer von Vergewaltigungen bestraft. Als Beispiel dient der Fall von Alicia Gali, einer Australierin, die 2008 in Fudschaira zu fünf Monaten Haft verurteilt wurde. Gali wurde nach VAE-Recht angeklagt, ein unerlaubtes sexuelles Verhältnis eingegangen zu sein, nachdem sie laut eigenen Aussagen von drei Arbeitskollegen betäubt und anschließend vergewaltigt wurde. Nach der Reformierung des Strafgesetzes richtet sich das Gesetz ausdrücklich an den Täter sowie an Personen, die der sexuellen Handlung zustimmen.
In den einzelnen Emiraten wird Homosexualität unterschiedlich geahndet. So sieht Artikel 80 des StGB von Abu Dhabi eine Strafe von bis zu 14 Jahren für „unnatürlichen Geschlechtsverkehr“ vor. In Dubai gibt es laut Artikel 177 des lokalen StGB eine Freiheitsstrafe bis zu 10 Jahre für eingewilligte Sodomie.
Die Verfassung der Vereinigten Arabischen Emirate gewährt im Übrigen kein Recht auf Schutz vor sexueller oder geschlechtlicher Diskriminierung. Dieser Schutz ist auch durch internationales Völkerrecht nur mäßig gegeben, da die VAE folgenden wichtigen Vertrag nicht unterzeichnet und ratifiziert hat:
- Internationaler Pakt über bürgerliche und politische Rechte (Enthält die Gleichberechtigung zwischen Mann und Frau sowie die Abschaffung der Todesstrafe)

Die VAE sind folgenden Verträgen beigetreten, diese haben im Rechtssystem aber wenig Bedeutung:
- UN-Antifolterkonvention (enthält die Abschaffung der Folter und andere unmenschliche Strafen), beigetreten am 19. Juli 2012
- UN-Konvention zur Beseitigung jeder Form von Diskriminierung der Frau (Emanzipation und Schutz vor Diskriminierung der Frau), beigetreten am 6. Oktober 2004

Aufgrund der immer noch bestehenden Illegalität existieren keine LGBT-Communitys in den Vereinigten Arabischen Emiraten. Homosexuelle Menschen werden dadurch in den gesellschaftlichen Untergrund gedrängt.